# Bulbostylis trilobata
Bulbostylis trilobata är en halvgräsart som beskrevs av Robert Kral. Bulbostylis trilobata ingår i släktet Bulbostylis och familjen halvgräs. Inga underarter finns listade i Catalogue of Life.